# Kirchenkreis Lübben
Der Kirchenkreis Lübben war ein Kirchenkreis der Evangelischen Kirche Berlin-Brandenburg-schlesische Oberlausitz im Sprengel Cottbus.

## Lage
Der Kirchenkreis umfasste den südlichen Teil des Landkreises Dahme-Spreewald und den nördlichen Teil des Landkreises Oberspreewald-Lausitz.

## Geschichte
Eine Vereinigung mit dem benachbarten Kirchenkreis Finsterwalde trat zum 1. Januar 2010 in Kraft. Der daraus entstandene Kirchenkreis trägt den Namen Evangelischer Kirchenkreis Niederlausitz.

## Organisation
Im Kirchenkreis lebten ungefähr 22.300 Gemeindeglieder (Stand 31. Dezember 2008), was etwa einem Viertel der Gesamtbevölkerung entsprach. Etwa 20 Pfarrer betreuten die Gemeindemitglieder. Jeder Pfarrer war dabei für mehrere Kirchen zuständig. Außerdem betrieb der Kirchenkreis Lübben ein Diakonisches Werk, drei evangelische Kindertagesstätten und eine evangelische Grundschule.
Die Kreissynode tagte zweimal jährlich, im Frühling und im Herbst. Sie hatte zuletzt etwa 78 Mitglieder. Der Kreiskirchenrat tagte monatlich und hatte 21 Mitglieder.
Seit den 1960er Jahren bestand eine Partnerschaft mit dem Kirchenkreis Koblenz. Daneben pflegte der Kirchenkreis partnerschaftliche Beziehungen zu den Kirchenkreisen Krefeld, Solingen und St. Wendel.

### Superintendentur
Die Superintendentur hatte ihren Sitz in Lübben (Spreewald).
Superintendenten:
- 1940–1943: Horst Fichtner[8]
- 1946–1949: Günter Jacob[9]
- 1949–?: Hermann Freybe[10]
- um 1998: Christoph Kindler[11]
- 1999–2009: Ulrike Voigt[12]

### Territoriale Gliederung
1941 gehörten 16 Pfarrsprengel zum Kirchenkreis Lübben: Friedland, Groß Leuthen, Großmuckrow, Grunow, Krugau, Lieberose (Stadtkirche), Lieberose (Landkirche), Lübben (Stadtkirche), Lübben (Wendische Kirche), Neuzauche, Niewisch, Schlepzig, Straupitz, Trebitz, Wittmannsdorf und Zaue. Später wurde der Nordostteil des Kreises um Friedland und Lieberose abgetrennt – er gehört heute zum Kirchenkreis Oderland-Spree. Im Jahr 1969 wurden die Kirchenkreise Calau und Lübben zum Kirchenkreis Calau-Lübben vereinigt. Am 1. März 1998 wurde ein Teil des Kirchenkreises Luckau eingegliedert und die so entstandene Verwaltungseinheit wieder Evangelischer Kirchenkreis Lübben genannt. Die Gliederung des Kirchenkreises Lübben (Stand 2009):

## Kirchengebäude
| Region Calau                         |                                           |                                                                                            |                                                        |        |        |
| Pfarrsprengel                        | Kirchengemeinde                           | eingekirchte Ortsteile                                                                     | Kirchengebäude                                         | Bilder | Bilder |
| –                                    | Altdöbern                                 | Chransdorf, Luckaitz, Muckwar, Neudöbern, Peitzendorf, Rettchensdorf, Schöllnitz, Woschkow | Evangelische Kirche Altdöbern                          |        | C      |
| Ogrosen (verwaltet von Altdöbern)    | Ogrosen                                   | Briesen, Brodtkowitz, Casel, Gahlen, Laasow, Ranzow, Tornitz, Wüstenhain                   | Dorfkirche Casel                                       |        | C      |
| Ogrosen (verwaltet von Altdöbern)    | Ogrosen                                   | Briesen, Brodtkowitz, Casel, Gahlen, Laasow, Ranzow, Tornitz, Wüstenhain                   | Dorfkirche Gahlen                                      |        | C      |
| Ogrosen (verwaltet von Altdöbern)    | Ogrosen                                   | Briesen, Brodtkowitz, Casel, Gahlen, Laasow, Ranzow, Tornitz, Wüstenhain                   | Dorfkirche Laasow                                      |        | C      |
| Ogrosen (verwaltet von Altdöbern)    | Ogrosen                                   | Briesen, Brodtkowitz, Casel, Gahlen, Laasow, Ranzow, Tornitz, Wüstenhain                   | Dorfkirche Ogrosen                                     |        | C      |
| Ogrosen (verwaltet von Altdöbern)    | Ogrosen                                   | Briesen, Brodtkowitz, Casel, Gahlen, Laasow, Ranzow, Tornitz, Wüstenhain                   | Dorfkirche Wüstenhain                                  |        | C      |
| Ogrosen (verwaltet von Altdöbern)    | Missen                                    | Jehschen                                                                                   | Dorfkirche Missen                                      |        | C      |
| –                                    | Pritzen-Reddern (verwaltet von Altdöbern) | Pritzen, Reddern                                                                           | Dorfkirche Pritzen                                     |        | C      |
| –                                    | Pritzen-Reddern (verwaltet von Altdöbern) | Pritzen, Reddern                                                                           | Dorfkirche Reddern                                     |        | C      |
| Calau                                | Calau                                     | Bolschwitz, Buchwäldchen, Cabel, Plieskendorf, Settinchen, Werchow                         | Stadtkirche Calau                                      |        | C      |
| Calau                                | Calau                                     | Bolschwitz, Buchwäldchen, Cabel, Plieskendorf, Settinchen, Werchow                         | Wendische Kirche                                       |        | C      |
| Calau                                | Calau                                     | Bolschwitz, Buchwäldchen, Cabel, Plieskendorf, Settinchen, Werchow                         | Kapelle Buchwäldchen                                   |        | C      |
| Calau                                | Bronkow                                   | Amandusdorf, Gosda, Weißag, Zwietow                                                        | Dorfkirche Bronkow                                     |        | C      |
| Calau                                | Groß Mehßow (verwaltet von Groß Jehser)   | Craupe, Klein Mehßow, Radensdorf, Schrackau, Tugam                                         | Dorfkirche Groß Mehßow                                 |        | C      |
| Groß Jehser                          | Buckow                                    | Säritz                                                                                     | Dorfkirche Buckow                                      |        | C      |
| Groß Jehser                          | Groß Jehser                               | Erpitz, Mallenchen                                                                         | Dorfkirche Groß Jehser                                 |        | C      |
| Groß Jehser                          | Gollmitz                                  | –                                                                                          | Dorfkirche Gollmitz                                    |        | C      |
| Groß Jehser                          | Kemmen                                    | Schadewitz                                                                                 | Dorfkirche Kemmen                                      |        | C      |
| Groß Jehser                          | Zinnitz                                   | Bathow                                                                                     | Dorfkirche Zinnitz                                     |        | C      |
| Kalkwitz                             | Bischdorf                                 | –                                                                                          | Dorfkirche Bischdorf                                   |        | C      |
| Kalkwitz                             | Kalkwitz                                  | Dubrau, Koßwig, Mlode                                                                      | Dorfkirche Kalkwitz                                    |        | C      |
| –                                    | Saßleben (verwaltet von Kalkwitz)         | Reuden                                                                                     | Gutskapelle Reuden                                     |        | C      |
| –                                    | Saßleben (verwaltet von Kalkwitz)         | Reuden                                                                                     | Dorfkirche Saßleben                                    |        | C      |
| Lübbenau                             | Groß Lübbenau                             | –                                                                                          | Dorfkirche Groß Lübbenau (1988 gesprengt)              |        |        |
| Lübbenau                             | Lübbenau                                  | Boblitz, Klessow, Lehde, Leipe                                                             | St. Nikolai                                            |        | C      |
| Lübbenau                             | Zerkwitz                                  | Groß Beuchow, Klein Beuchow, Klein Radden, Krimnitz, Ragow                                 | Dorfkirche Zerkwitz                                    |        | C      |
| Lübbenau-Neustadt                    | Kittlitz                                  | Eisdorf, Lichtenau, Schönfeld Nord                                                         | Dorfkirche Schönfeld (in den 1970er Jahren abgerissen) |        |        |
| Lübbenau-Neustadt                    | Kittlitz                                  | Eisdorf, Lichtenau, Schönfeld Nord                                                         | Gemeinderaum Kittlitz                                  |        |        |
| Lübbenau-Neustadt                    | Lübbenau-Neustadt                         | –                                                                                          | Kirche Lübbenau-Neustadt                               |        | C      |
| –                                    | Vetschau                                  | Belten, Göritz, Lobendorf, Märkischheide, Naundorf, Raddusch, Repten, Stradow, Suschow     | Wendisch-Deutsche Doppelkirche                         |        | C      |
| Region Luckau                        |                                           |                                                                                            |                                                        |        |        |
| Pfarrsprengel                        | Kirchengemeinde                           | eingekirchte Ortsteile                                                                     | Kirchengebäude                                         | Bilder | Bilder |
| Dahme-Berste-Land                    | Altgolßen                                 | Sellendorf                                                                                 | Dorfkirche Altgolßen                                   |        | C      |
| Dahme-Berste-Land                    | Drahnsdorf                                | Schäcksdorf                                                                                | Dorfkirche Drahnsdorf                                  |        | C      |
| Dahme-Berste-Land                    | Falkenhain                                | –                                                                                          | Dorfkirche Falkenhain                                  |        | C      |
| Dahme-Berste-Land                    | Golßen                                    | Hohendorf, Mahlsdorf                                                                       | Stadtkirche Golßen                                     |        | C      |
| Dahme-Berste-Land                    | Golßen                                    | Hohendorf, Mahlsdorf                                                                       | Dorfkirche Mahlsdorf                                   |        | C      |
| Dahme-Berste-Land                    | Jetsch                                    | –                                                                                          | Dorfkirche Jetsch                                      |        |        |
| Dahme-Berste-Land                    | Kasel-Golzig                              | Reichwalde, Schiebsdorf, Zauche                                                            | Dorfkirche Kasel-Golzig                                |        | C      |
| Dahme-Berste-Land                    | Krossen                                   | –                                                                                          | Dorfkirche Krossen                                     |        | C      |
| Dahme-Berste-Land                    | Waldow                                    | Freiwalde, Friedrichshof, Rietze, Rietzneuendorf, Schönwalde, Waldow                       | Dorfkirche Freiwalde                                   |        | C      |
| Dahme-Berste-Land                    | Waldow                                    | Freiwalde, Friedrichshof, Rietze, Rietzneuendorf, Schönwalde, Waldow                       | Dorfkirche Rietzneuendorf                              |        | C      |
| Dahme-Berste-Land                    | Waldow                                    | Freiwalde, Friedrichshof, Rietze, Rietzneuendorf, Schönwalde, Waldow                       | Dorfkirche Schönwalde                                  |        | C      |
| Dahme-Berste-Land                    | Waldow                                    | Freiwalde, Friedrichshof, Rietze, Rietzneuendorf, Schönwalde, Waldow                       | Fachwerkkirche Waldow                                  |        | C      |
| Dahme-Berste-Land                    | Zützen                                    | Gersdorf, Sagritz                                                                          | Dorfkirche Zützen                                      |        | C      |
| Görlsdorf                            | Görlsdorf-Frankendorf                     | Freesdorf, Garrenchen, Wanninchen                                                          | Dorfkirche Frankendorf                                 |        | C      |
| Görlsdorf                            | Görlsdorf-Frankendorf                     | Freesdorf, Garrenchen, Wanninchen                                                          | Dorfkirche Görlsdorf                                   |        | C      |
| Görlsdorf                            | Goßmar                                    | –                                                                                          | Dorfkirche Goßmar                                      |        | C      |
| –                                    | Langengrassau                             | Altsorgefeld, Neusorgefeld, Waltersdorf, Wüstermarke, Zöllmersdorf                         | Dorfkirche Langengrassau                               |        | C      |
| –                                    | Langengrassau                             | Altsorgefeld, Neusorgefeld, Waltersdorf, Wüstermarke, Zöllmersdorf                         | Dorfkirche Waltersdorf                                 |        | C      |
| –                                    | Langengrassau                             | Altsorgefeld, Neusorgefeld, Waltersdorf, Wüstermarke, Zöllmersdorf                         | Dorfkirche Wüstermarke                                 |        | C      |
| –                                    | Langengrassau                             | Altsorgefeld, Neusorgefeld, Waltersdorf, Wüstermarke, Zöllmersdorf                         | Dorfkirche Zöllmersdorf                                |        | C      |
| Gehren (verwaltet von Langengrassau) | Gehren                                    | –                                                                                          | Dorfkirche Gehren                                      |        | C      |
| Gehren (verwaltet von Langengrassau) | Walddrehna                                | Bornsdorf, Grünswalde, Riedebeck                                                           | Dorfkirche Bornsdorf                                   |        | C      |
| Gehren (verwaltet von Langengrassau) | Walddrehna                                | Bornsdorf, Grünswalde, Riedebeck                                                           | Dorfkirche Riedebeck                                   |        | C      |
| Gehren (verwaltet von Langengrassau) | Walddrehna                                | Bornsdorf, Grünswalde, Riedebeck                                                           | Dorfkirche Walddrehna                                  |        | C      |
| –                                    | Pitschen (verwaltet von Langengrassau)    | Falkenberg, Paserin, Pickel, Uckro                                                         | Dorfkirche Falkenberg                                  |        | C      |
| –                                    | Pitschen (verwaltet von Langengrassau)    | Falkenberg, Paserin, Pickel, Uckro                                                         | Dorfkirche Pitschen                                    |        | C      |
| –                                    | Pitschen (verwaltet von Langengrassau)    | Falkenberg, Paserin, Pickel, Uckro                                                         | Dorfkirche Paserin                                     |        | C      |
| –                                    | Pitschen (verwaltet von Langengrassau)    | Falkenberg, Paserin, Pickel, Uckro                                                         | Dorfkirche Uckro                                       |        | C      |
| Luckau                               | Cahnsdorf                                 | –                                                                                          | Dorfkirche Cahnsdorf                                   |        | C      |
| Luckau                               | Nikolai-Kirchengemeinde Luckau            | Wittmannsdorf, Zaacko                                                                      | Sankt-Nikolai-Kirche                                   |        | C      |
| Luckau                               | Pelkwitz                                  | –                                                                                          | Dorfkirche Pelkwitz                                    |        | C      |
| Schlabendorf                         | Beesdau                                   | –                                                                                          | Dorfkirche Beesdau                                     |        | C      |
| Schlabendorf                         | Egsdorf                                   | –                                                                                          | Dorfkirche Egsdorf                                     |        | C      |
| Schlabendorf                         | Schlabendorf                              | Presenchen                                                                                 | Dorfkirche Schlabendorf                                |        | C      |
| Terpt                                | Duben                                     | Freiimfelde, Kaden                                                                         | Dorfkirche Duben                                       |        | C      |
| Terpt                                | Hindenberg                                | –                                                                                          | Dorfkirche Hindenberg                                  |        | C      |
| Terpt                                | Stöbritz                                  | Willmersdorf                                                                               | Dorfkirche Stöbritz                                    |        | C      |
| Terpt                                | Terpt                                     | Alteno, Groß Radden                                                                        | Dorfkirche Terpt                                       |        | C      |
| Gießmannsdorf (verwaltet von Terpt)  | Gießmannsdorf                             | Karche, Rüdingsdorf, Schollen, Wierigsdorf                                                 | Dorfkirche Gießmannsdorf                               |        | C      |
| Gießmannsdorf (verwaltet von Terpt)  | Kreblitz                                  | –                                                                                          | Dorfkirche Kreblitz                                    |        | C      |
| Gießmannsdorf (verwaltet von Terpt)  | Zieckau                                   | Kaule                                                                                      | Dorfkirche Zieckau                                     |        | C      |
| –                                    | Kümmritz (verwaltet von Terpt)            | –                                                                                          | Dorfkirche Kümmritz                                    |        | C      |
| Region Lübben                        |                                           |                                                                                            |                                                        |        |        |
| Pfarrsprengel                        | Kirchengemeinde                           | eingekirchte Ortsteile                                                                     | Kirchengebäude                                         | Bilder | Bilder |
| Groß-Leuthen-Zaue                    | Groß Leine                                | Birkenhainchen, Glietz, Klein Leine, Siegadel                                              | Dorfkirche Groß Leine                                  |        | C      |
| Groß-Leuthen-Zaue                    | Groß Leuthen                              | Dollgen, Klein Leuthen                                                                     | Dorfkirche Groß Leuthen                                |        | C      |
| Groß-Leuthen-Zaue                    | Krugau                                    | Biebersdorf, Dürrenhofe, Gröditsch                                                         | Dorfkirche Krugau                                      |        | C      |
| Groß-Leuthen-Zaue                    | Kuschkow                                  | –                                                                                          | Dorfkirche Kuschkow                                    |        | C      |
| Groß-Leuthen-Zaue                    | Leibchel                                  | –                                                                                          | Dorfkirche Leibchel                                    |        | C      |
| Groß-Leuthen-Zaue                    | Mittweide                                 | Schuhlen                                                                                   | Dorfkirche Mittweide                                   |        | C      |
| Groß-Leuthen-Zaue                    | Pretschen                                 | –                                                                                          | Dorfkirche Pretschen                                   |        | C      |
| Groß-Leuthen-Zaue                    | Wittmannsdorf                             | Bückchen, Plattkow, Wiese                                                                  | Dorfkirche Wittmannsdorf                               |        |        |
| Groß-Leuthen-Zaue                    | Zaue                                      | Goyatz, Guhlen, Jessern, Ressen                                                            | Dorfkirche Zaue                                        |        | C      |
| Krausnick-Neu Schadow                | Krausnick                                 | Groß Wasserburg                                                                            | Dorfkirche Krausnick                                   |        | C      |
| Krausnick-Neu Schadow                | Neu Lübbenau                              | Leibsch                                                                                    | Dorfkirche Neu Lübbenau                                |        | C      |
| Krausnick-Neu Schadow                | Neu Schadow                               | Alt-Schadow, Hohenbrück                                                                    | Dorfkirche Neu Schadow                                 |        | C      |
| –                                    | Paul-Gerhardt-Gemeinde Lübben             | Neuendorf, Radensdorf, Treppendorf                                                         | Paul-Gerhardt-Kirche                                   |        | C      |
| Lübben-Land                          | Lübben-Land                               | Hartmannsdorf, Lubolz, Steinkirchen                                                        | Sankt-Pankratius-Kirche                                |        | C      |
| Lübben-Land                          | Lübben-Land                               | Hartmannsdorf, Lubolz, Steinkirchen                                                        | Dorfkirche Lubolz                                      |        | C      |
| Lübben-Land                          | Niewitz                                   | –                                                                                          | Dorfkirche Niewitz                                     |        | C      |
| –                                    | Neu Zauche                                | Alt Zauche, Briesensee, Burglehn, Caminchen, Sacrow-Waldow, Wußwerk                        | Dorfkirche Neu Zauche                                  |        | C      |
| –                                    | Schlepzig                                 | –                                                                                          | Dorfkirche Schlepzig                                   |        | C      |
| Straupitz                            | Mochow                                    | –                                                                                          | Dorfkirche Mochow                                      |        | C      |
| Straupitz                            | Straupitz                                 | Butzen, Byhleguhre, Byhlen, Laasow                                                         | Dorfkirche Straupitz                                   |        | C      |